# Índice de potenciación de género
El índice de potenciación de género (IPG) es un indicador social que mide el nivel de oportunidades de las mujeres. Por tanto, mide también las desigualdades en tres dimensiones de participación de las mujeres. Es elaborado por el Programa de las Naciones Unidas para el Desarrollo (PNUD).
Las dimensiones y sus indicadores son:
- Participación política y poder de decisión. Medido por la proporción de mujeres y hombres con escaños parlamentarios.
- Participación económica y poder de decisión. Medido por la participación de mujeres y hombres en puestos legisladores, altos funcionarios o directivos y participación de mujeres y hombres en puestos profesionales y técnicos.
- Control sobre los recursos económicos. Estimación de ingresos percibidos por mujeres y hombres.